# BMW
Bayerische Motoren Werke AG, dịch ra tiếng Việt là Xưởng sản xuất Mô tô xứ Bavaria, thường được gọi là BMW (phát âm tiếng Đức: [ˈbeːˈʔɛmˈveː] ⓘ), là một công ty đa quốc gia của Đức chuyên sản xuất ô tô và xe máy. Công ty được thành lập vào năm 1916 với tư cách là nhà sản xuất động cơ máy bay, được sản xuất từ năm 1917 đến năm 1918 và một lần nữa từ năm 1933 đến năm 1945.
Ô tô được bán trên thị trường dưới các thương hiệu BMW, Mini và Rolls-Royce, và xe máy được bán dưới thương hiệu BMW Motorrad. Năm 2015, BMW là nhà sản xuất xe cơ giới lớn thứ mười hai thế giới, với 2.279.503 xe đã được sản xuất.
BMW có trụ sở tại Munich và sản xuất xe cơ giới ở Đức, Brazil, Trung Quốc, Ấn Độ, Nam Phi, Vương quốc Anh, Hoa Kỳ và Mexico. BMW có lịch sử tham gia đua xe đáng kể, đặc biệt là trong những chiếc xe đua du lịch, Công thức 1, đua xe thể thao và Isle of Man TT.

## Lịch sử

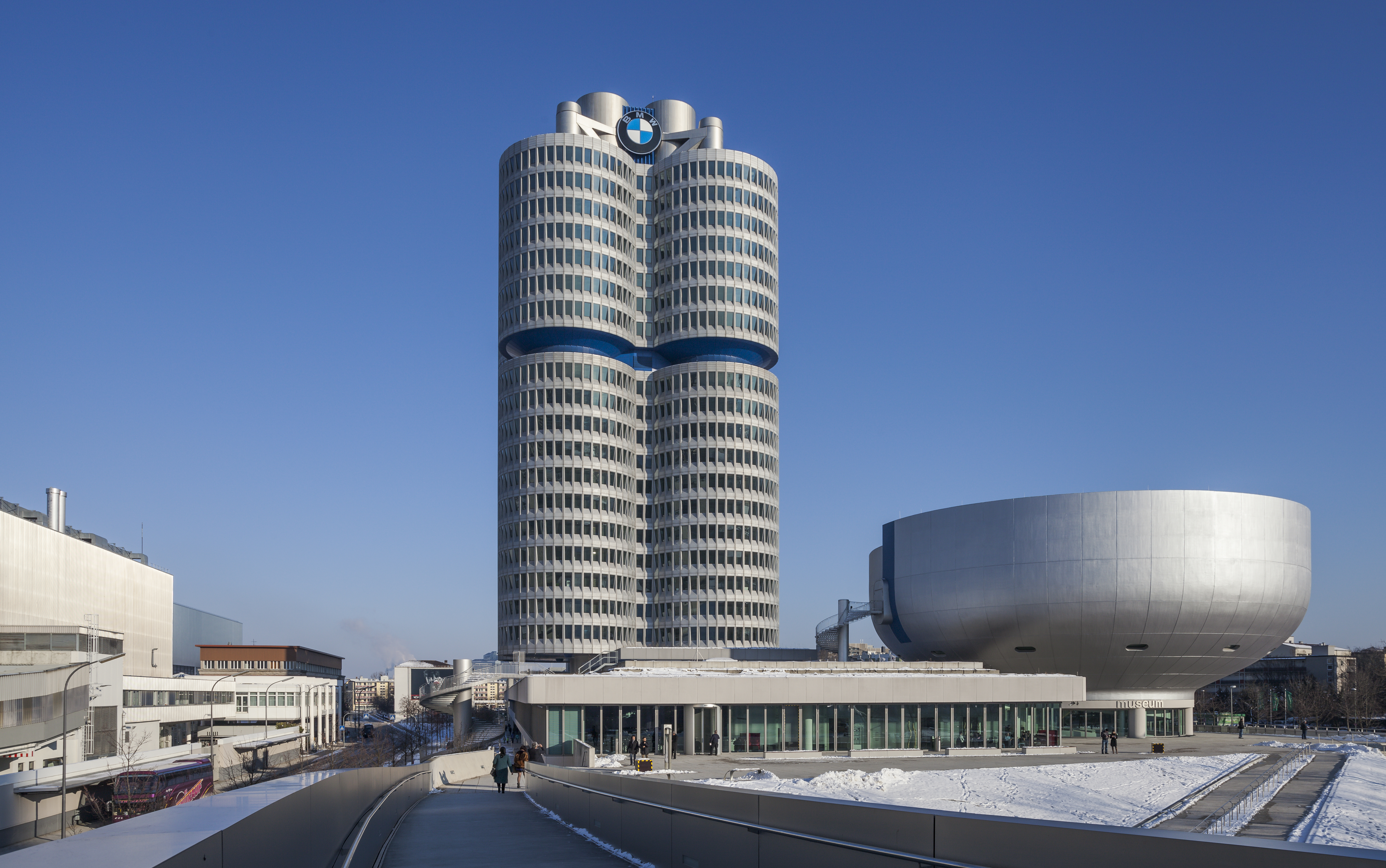
Trụ sở chính của BMW (Tháp BMW) tại München

### Khởi đầu
Tiền thân của BMW là Rapp Motorenwerke. Tháng 4 năm 1917 công ty đổi tên thành BMW GmbH (Công ty TNHH BMW) và một năm sau đó là BMW AG (Công ty cổ phần BMW), giám đốc đầu tiên cho đến năm 1942 là Franz Josef Popp (1886-1954). Kỹ sư nổi bật Max Friz đã nhanh chóng tạo nên tiếng tăm trong công ty trẻ tuổi này: vào năm 1917 ông phát minh ra một động cơ máy bay có bộ chế hòa khí hoạt động ở độ cao. Nhờ vào đó động cơ vẫn đạt công suất trong bầu không khí loãng ở trên cao. Thiết kế này vượt qua các thử nghiệm tốt đến mức mà BMW nhận được đơn đặt hàng hơn 2.000 động cơ từ Bộ chỉ huy lục quân Phổ. Ngày 17 tháng 6 năm 1919 một chiếc BMW IIIa đã bí mật đạt được kỷ lục thế giới về độ cao ở 9.760 mét. Nhưng lúc chấm dứt Chiến tranh thế giới lần thứ nhất và Hiệp định hòa bình Versailles ra đời thì hình như đó cũng là thời điểm chấm dứt của công ty: Hiệp định hòa bình cấm sản xuất động cơ máy bay ở Đức trong vòng 5 năm. Năm 1922 cổ đông chính Camillo Castiglioni rời bỏ công ty mang theo các quyền về thương hiệu. Ông chuyển về Bayerische Flugzeugwerke (BFW – Các nhà máy máy bay Bayern).
Tiền thân của công ty này là Gustav-Otto-Flugzeugwerk (Nhà máy máy bay Gustav Otto) của Gustav Otto, một người con trai của nhà phát minh ra động cơ đốt trong (internal-combustion engine) Nikolaus Otto, đăng ký ngày 7 tháng 3 năm 1916. Ngày 7 tháng 3 năm 1916 được coi như là ngày thành lập BMW trong lịch sử chính thức của công ty. Cùng lúc khi Castiglioni chuyển về, BFW đã trở thành BMW.
Một năm sau khi đổi tên, năm 1923, Max Friz và Martin Stolle thiết kế chiếc xe BMW đầu tiên, chiếc R32, và qua đó đặt nền tảng cho một con đường sản xuất mới: xe máy. Friz chỉ cần 5 tuần để phác thảo chiếc R32. Nguyên lý chính của chiếc xe máy này vẫn còn được giữ lại cho đến ngày nay: động cơ boxer và trục truyền động dùng khớp các đăng trong khung ống kép.
Động cơ máy bay được tiếp tục sản xuất từ năm 1924.

### Bắt đầu sản xuất xe hơi

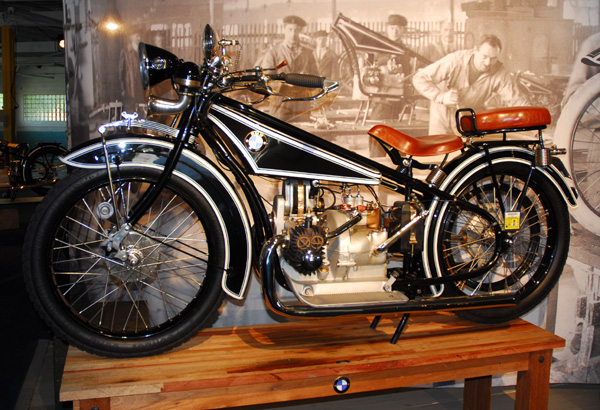
Xe máy R32 (từ năm 1923), chiếc xe cơ giới đầu tiên của BMW, tại Bảo tàng BMW ở Munich

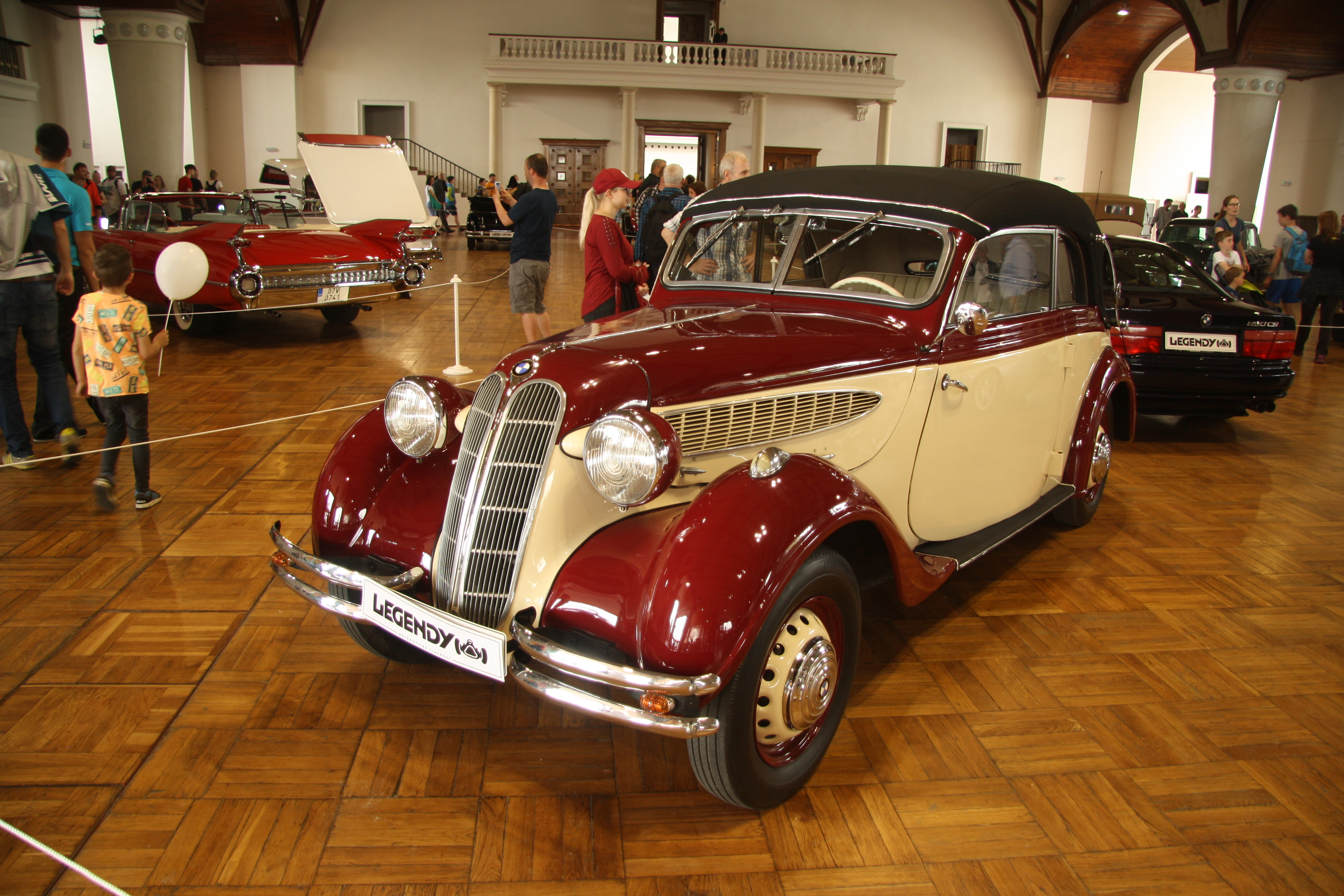
BMW 326 Cabrio (1938)

Năm 1928 BMW mua lại Công ty Fahrzeugfabrik Eisenach (Nhà máy xe hơi Eisenach), nhà sản xuất chiếc xe hơi loại nhỏ Dixi và vì thế bắt đầu vươn lên thành nhà sản xuất xe hơi. Ngày 22 tháng 3 năm 1929 BMW sản xuất chiếc xe hơi đầu tiên. Chiếc xe hơi này có tên là 3/15 PS và được chế tạo theo bản quyền của chiếc Autin Seven thuộc công ty Anh Austin Motor Company. Xe này được lắp ráp ở Berlin, cũng là nơi bắt đầu bán chiếc xe này lần đầu tiên vào ngày 9 tháng 6 năm 1929. Vì việc chế tạo động cơ máy bay bắt đầu được mở rộng nhanh chóng bắt đầu từ năm 1933 nên chi nhánh xe hơi và xe máy gần như trở thành mục đích phụ. Mặc dầu vậy các kiểu xe mới phát triển như 326 (1935), 327 (1937) và Sport-Roadster 328 được giới thiệu vào năm 1936 đều là những kiểu xe có sức thu hút. Đặc biệt là kiểu xe 328 đã thuyết phục được không những nhờ vào thiết kế nổi bật mà còn nhờ vào nhiều thành tích đạt được trong các cuộc đua xe thể thao mà một trong số đó là giải thưởng của Mille Miglia năm 1940. Kiểu xe này đã mang lại danh tiếng cho BMW như là một nhà sản xuất ô tô thể thao. Người Anh thích chiếc xe này đến mức Frazer-Nash đã sản xuất lại loại xe này theo bản quyền trong khi họ đã sử dụng động cơ BMW được nhập khẩu từ năm 1934.

### Trong chiến tranh thế giới lần thứ hai
Sau khi chiến tranh bùng nổ BMW hầu như tập trung hoàn toàn vào sản xuất động cơ máy bay, trong đó có loại động cơ hướng kính (radial engine) BMW 801 mạnh đến 2.000 mã lực là một trong những động cơ quan trọng nhất, còn được trang bị cho Focke-Wulf Fw 190. Ngoài ra BMW còn sản xuất xe mô tô thùng cho quân đội Đức.

### Sau chiến tranh
Năm 1945 nhà máy sản xuất chính ở München hầu như bị phá hủy hoàn toàn và nhà máy xe hơi Eisenach được trao cho quân đội Xô Viết, năm 1952 nhà máy này trở thành nhà máy quốc doanh. Vì vẫn còn đầy đủ các công cụ sản xuất, ngay sau chiến tranh nhà máy này đã có thể sản xuất các kiểu xe trước chiến tranh cũng dưới tên "BMW". Vì BMW ở München không thể chấp nhận được xe hơi có thể chào bán dưới tên này mà không có quyền tác động đến sản xuất nên đã thông qua tòa án cấm không cho nhà máy ở Eisenach sử dụng tên này vào năm 1951. Các sản phẩm của nhà máy ở Eisenach sau đó được bán dưới nhãn hiệu "EMW". Vì ở München chưa bao giờ sản xuất ô tô cho đến thời điểm đó và nhà máy bị đánh bom cũng như bị tháo gỡ đi nên mãi đến năm 1951 BMW mới có thể giới thiệu được chiếc xe hơi đầu tiên sau chiến tranh.
Chiếc BMW 501 được giới thiệu là một kiểu xe đắt tiền lúc đầu được trang bị động cơ 6 xy lanh, sau đó là động cơ V8. Rất tiếc là sản xuất loại xe này tốn kém đến mức mà BMW lỗ mỗi chiếc là 4.000 DM. Ngoài ra việc bán các loại mô tô bắt đầu chậm lại hẳn từ giữa thập niên 1950 cũng là một vấn đề lớn cho hãng. Loại xe nhỏ Isetta sản xuất theo bản quyền của tập đoàn Ý ISO từ năm 1955 cũng không thể giúp hãng đối phó được với cơn khủng hoảng tài chính ngày càng trầm trọng đi một cách nhanh chóng.

### Suýt bị mua
Sau hai năm tài chính 1958 và 1959 bị thua lỗ nặng, đại hội đồng cổ đông ngày 9 tháng 12 năm 1959 mang đầy tính bi kịch. Ban giám đốc và ban quản trị, cả hai đều là người do Deutsche Bank đặt vào, đưa ra đề nghị bán BMW cho Daimler-Benz (công ty mà cổ đông chính cũng là Deutsche Bank) và nếu theo đề nghị đó thì các cổ đông nhỏ gần như bị mất hoàn toàn sở hữu. Số phận của BMW dường như đã được định đoạt vì Deutsche Bank đại diện cho khoảng một nửa vốn cổ phần nhờ vào quyền bỏ phiếu của các cổ phiếu lưu ký tại nhà băng. Nhưng diễn biến lại khác đi: các cổ đông nhỏ đã chống lại đề nghị mua này nhờ vào sự giúp đỡ của luật sư Dr. Friedrich Mathern thưa kiện bảng cân đối tài khoản. Điều này chỉ cần 10% số phiếu. Bảng cân đối tài khoản thực sự là có sai sót vì phí tổn chế tạo kiểu ô tô mới 700 được hoàn dần trong vòng chỉ có một năm. Vì thế việc mua lại BMW đã thất bại.

### Bắt đầu vươn lên lại

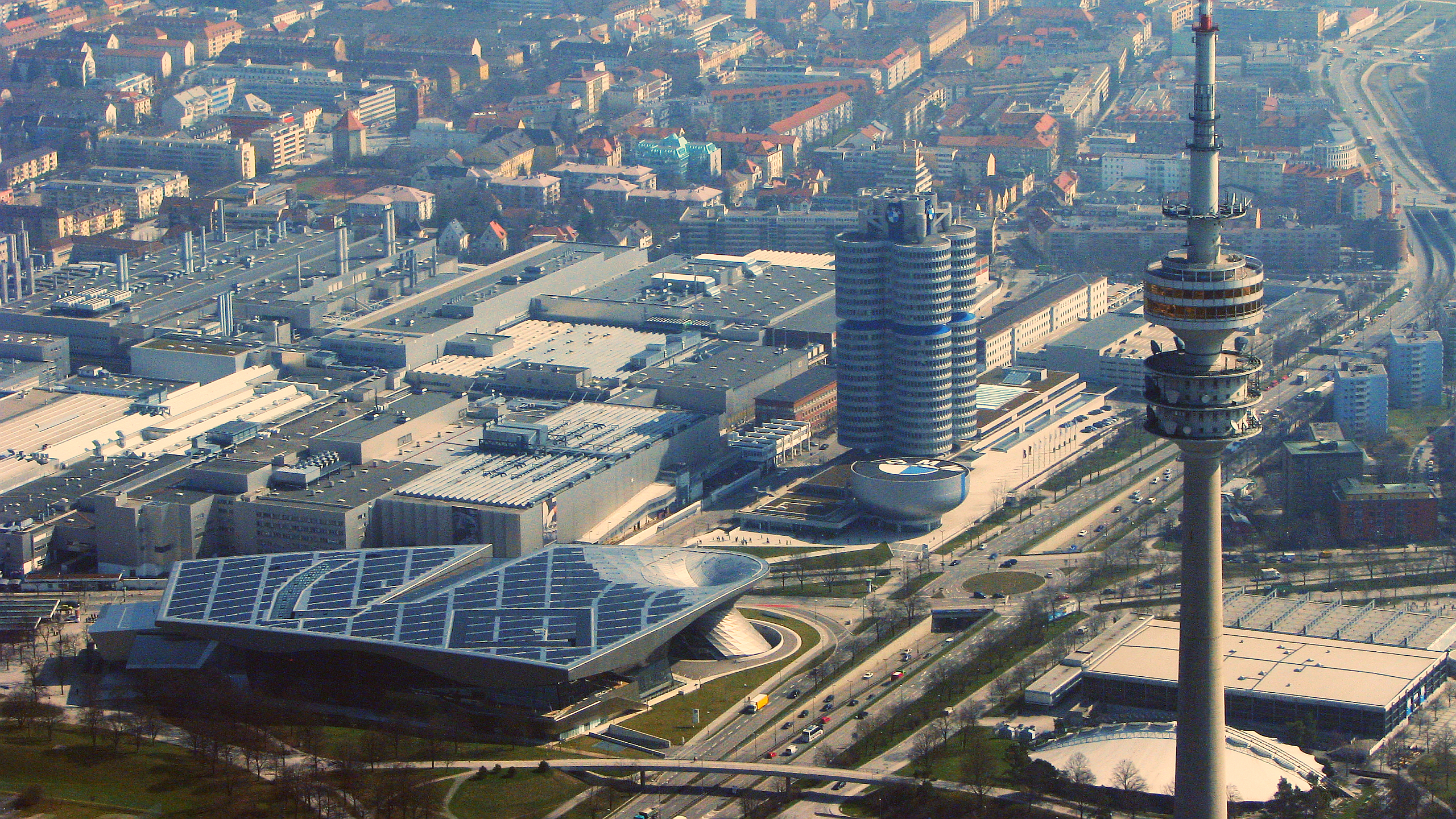
Ảnh trên không của Thế giới BMW, Tháp BMW, Bảo tàng và Trụ sở bên trái Tháp Olympic

BMW tiếp tục tồn tại độc lập nhưng vẫn thiếu tiền để phát triển kiểu xe du lịch hạng trung đang hết sức cần thiết. Tại thời điểm này nhà tư bản công nghiệp Herbert Quandt ở Bad Homburg đưa ra kế hoạch của ông. Ông tuyên bố sau khi tái định giá cắt giảm vốn đầu tư hiện hữu xuống và phát hành thêm cổ phiếu để tăng vốn đầu tư thì ông sẽ tự mua hết tất cả các cổ phiếu mới không bán được. Việc này đã xảy ra, phần vốn của nhóm đầu tư Quandt tăng lên chiếm khoảng 60% và các nhà băng mất đi thế lực ở BMW. Qua đó và thông qua việc bán nhà máy tuốc bin ở Allach, BMW có đủ phương tiện tài chính để phát triển loại xe du lịch hạng trung mới. Kiểu xe này có các đặc trưng của một loại xe hạng sang nhưng có công suất động cơ cao, vào những năm 1960 chưa có trên thị trường. Năm 1962 kiểu xe mới 1500 của Loại mới được giới thiệu và sau những khó khăn ban đầu các kiểu xe 1800 và 2000 đã thành công lớn và còn được củng cố thêm nhờ vào các chiến thắng trong các cuộc đua xe. BMW bắt đầu vươn lên nhanh chóng với dạng xe Null-Zwei (Không-Hai) được giới thiệu vào năm 1966 và từ đó BMW trở thành một trong những công ty năng động nhất của ngành.

### Các dòng xe đời 3, 5 và 7

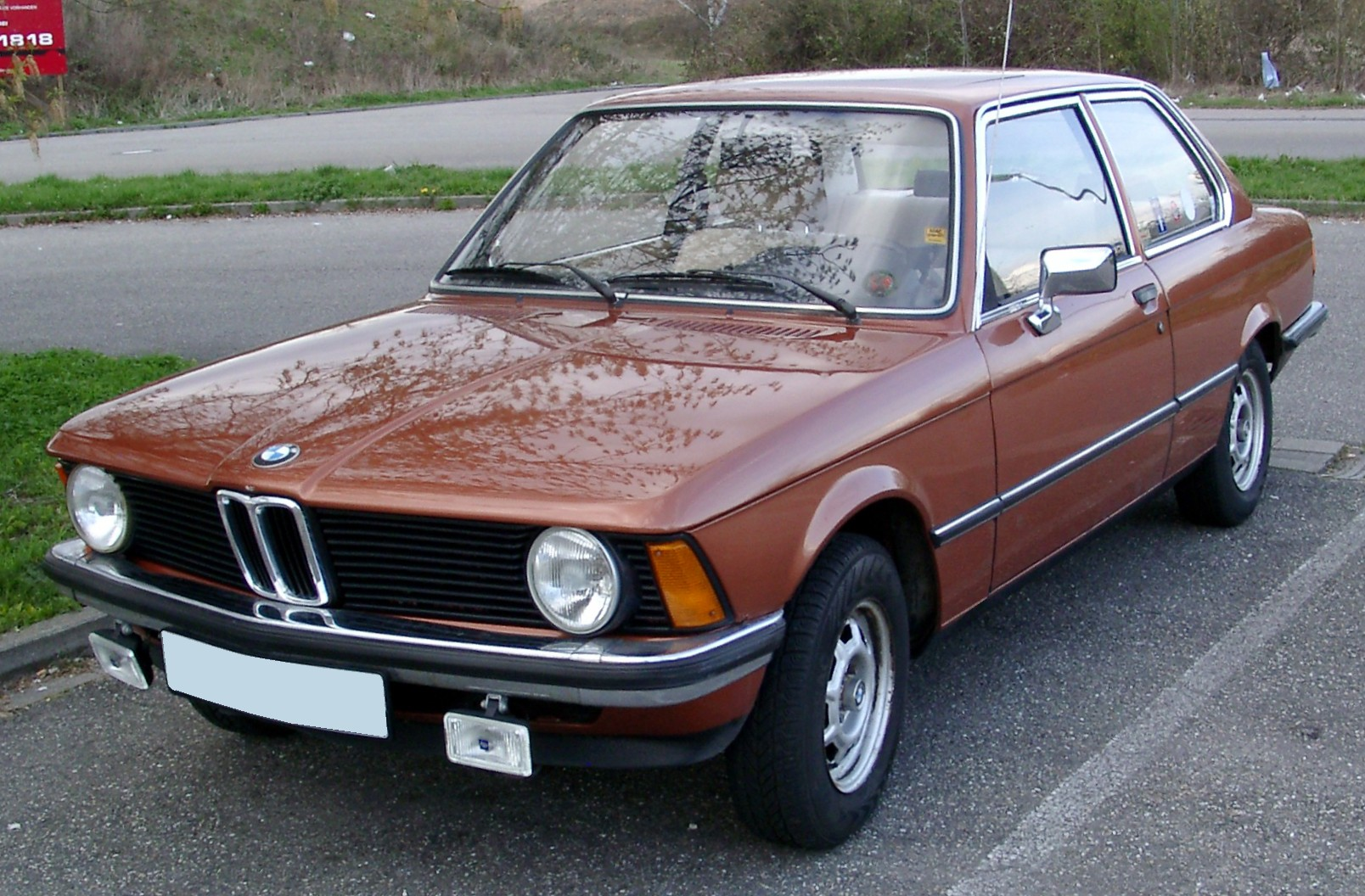
316-BMW E21 Sedán
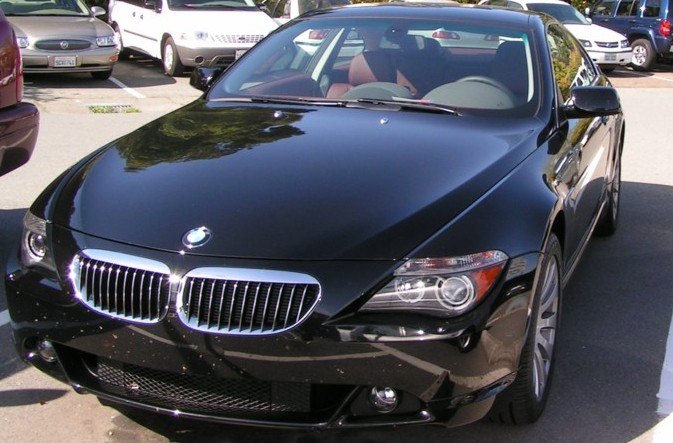
2004 BMW 645i
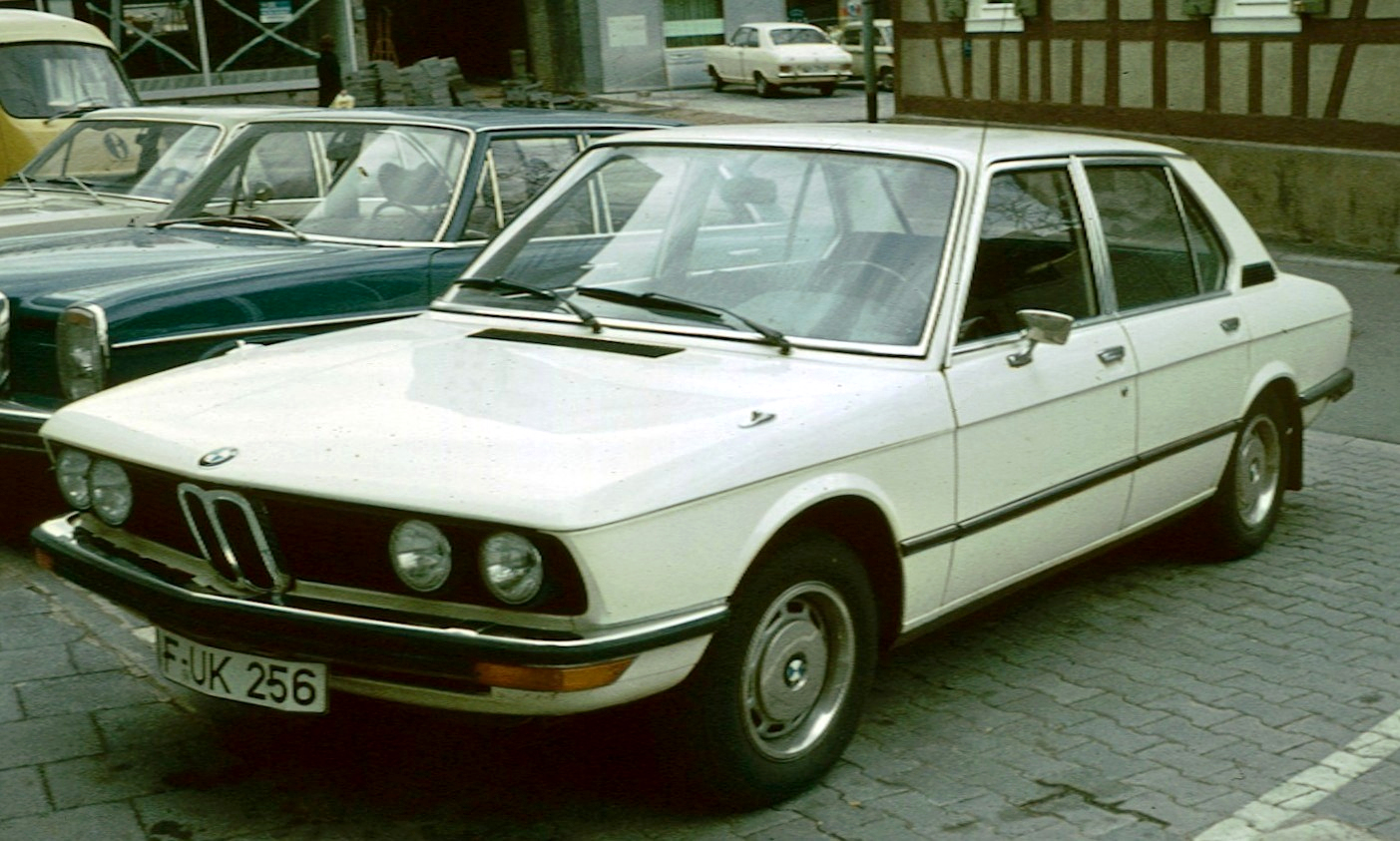
BMW 520
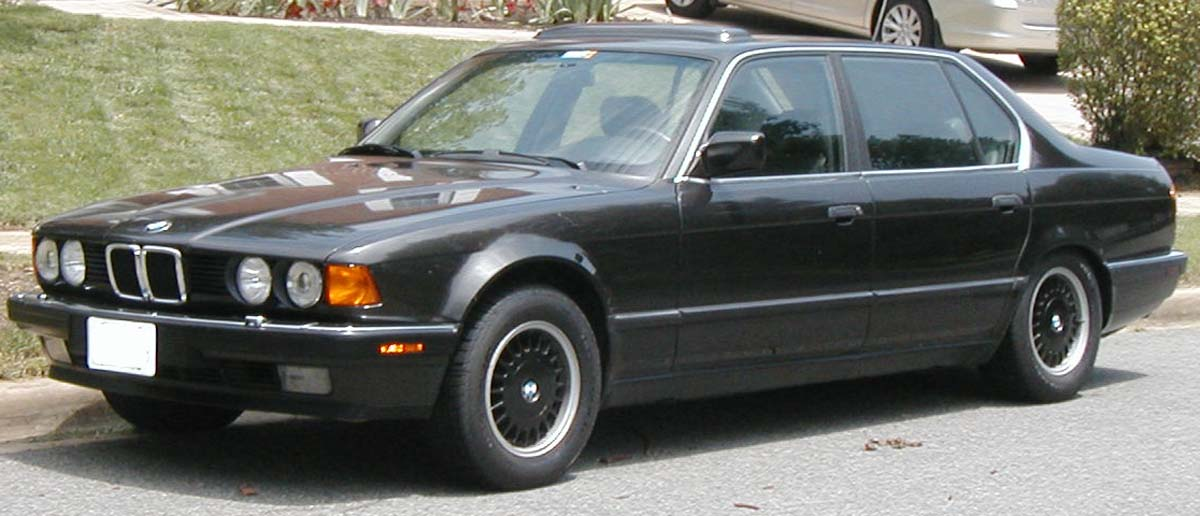
BMW 7-Series

Bắt đầu từ chiếc 520 (đọc là Năm-Hai Mươi) được giới thiệu vào năm 1972, tên của các kiểu xe BMW bao gồm con số "3", "5" hay "7" dùng để chỉ "loại trung dưới", "loại trung trên" và "loại sang", hai con số sau đó dùng để chỉ dung tích xy lanh. Năm 2004 có thêm loại "1" cho kiểu xe loại nhỏ. Thêm vào đó, chữ "i" dùng để chỉ động cơ phun nhiên liệu. Các kiểu xe Coupé có số "6" sau đó là số "8". Chữ "d" sau các chỉ số phân loại là dùng để chỉ các động cơ dầu, "c" là Coupé hay Cabrio và "x" là các loại xe dẫn động 4 bánh. Chữ "Z" dùng chỉ một chiếc Roadster, các kiểu xe của các năm vừa qua là Z1, Z3 và mới đây là Z4.

### Rover, Rolls-Royce và Mini

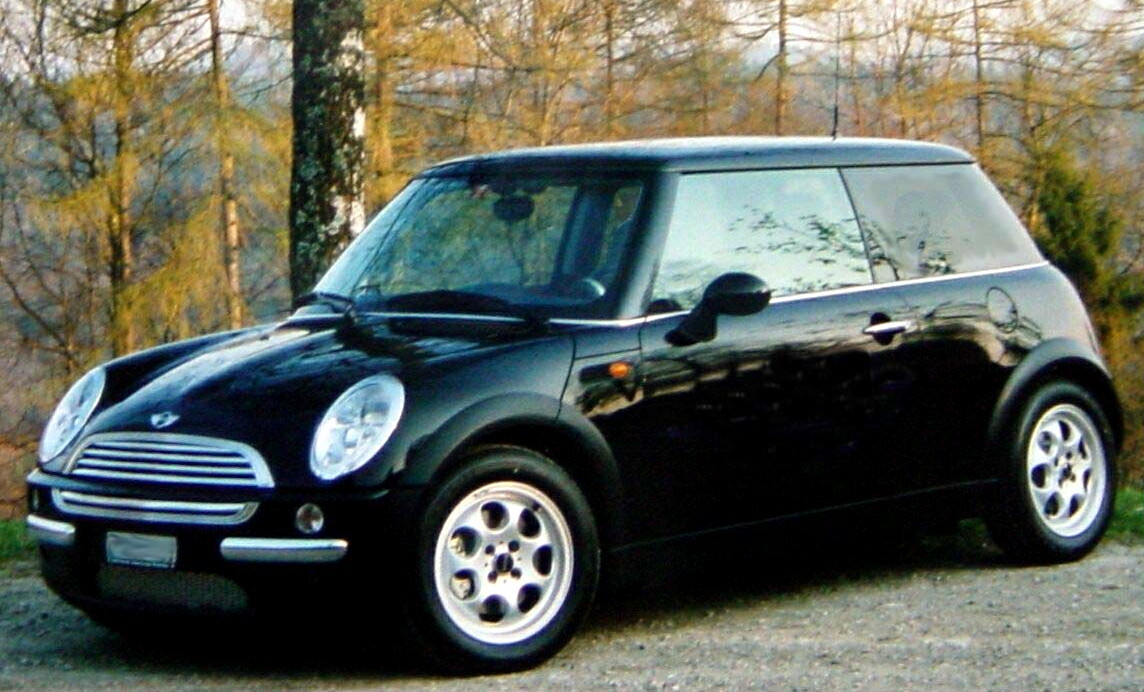
Xe Mini
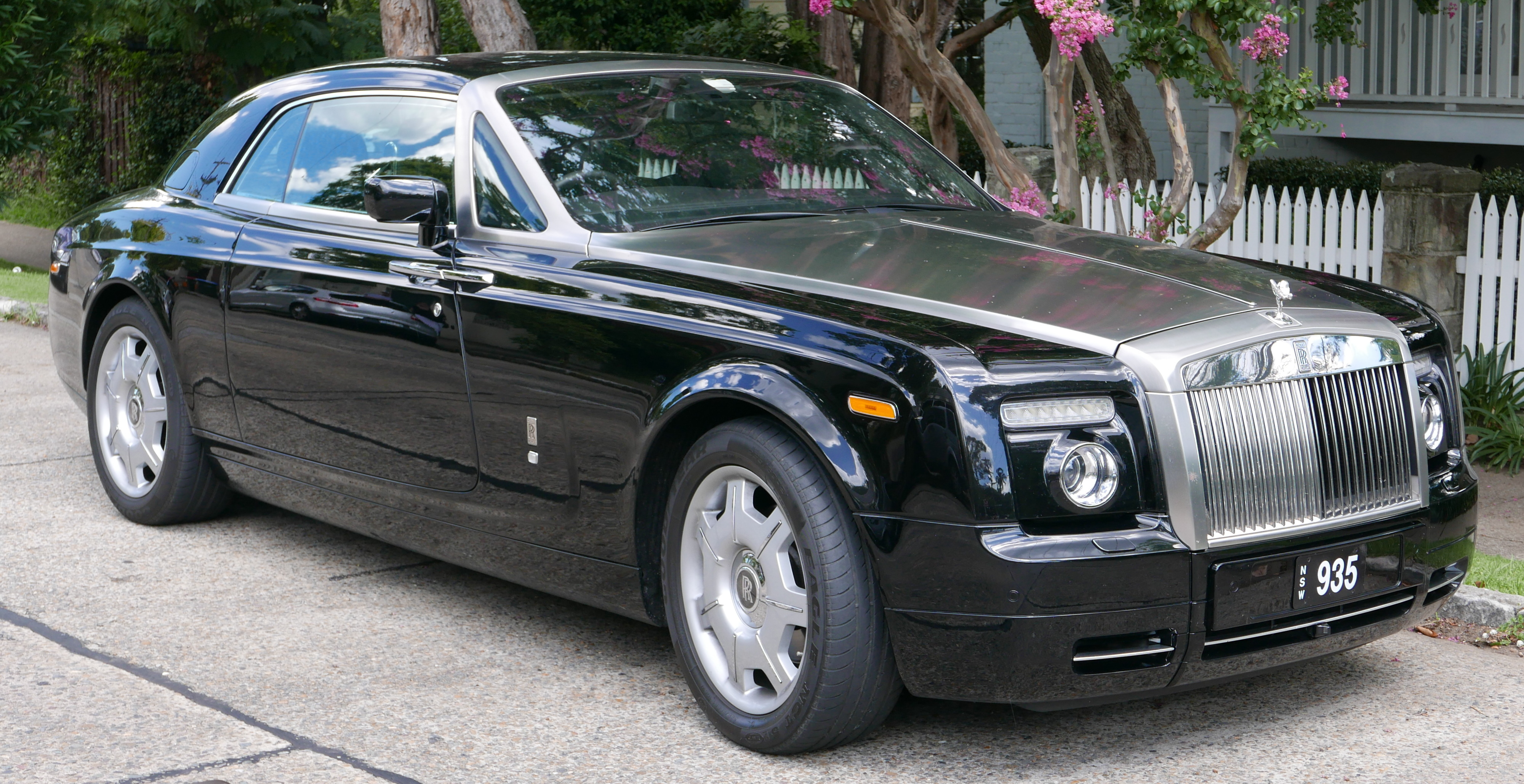
Rolls-Royce Phantom Coupé

Năm 1990 BMW thành lập với Rolls-Royce công ty liên doanh BMW-Rolls-Royce và qua đó lại trở thành nhà sản xuất động cơ máy bay. Việc mua công ty Anh Rover năm 1994 đã trở thành một thất bại hoàn toàn, làm cho BMW tiêu tốn mất 9 tỉ DM, Tổng giám đốc Bern Pischetsrieder và Giám đốc kỹ thuật Wolfgang Reitzle mất chức. Cả hai rời khỏi công ty. Dự án Rover được kết thúc vào năm 2000 và BMW chỉ giữ lại nhãn hiệu cho loại xe nhỏ Mini. Từ năm 2002 chiếc Mini thiết kế mới được bán thành công. Sau các tranh cãi kéo dài với Volkswagen (xem Rolls-Royce), từ năm 2003 BMW giành được quyền sở hữu nhãn hiệu sang trọng này.

## Trình tự thời gian
- 1916 Thành lập Bayerischen Flugzeug-Werke (BFW – Nhà máy máy bay Bayern)
- 1917 Rapp-Motorenwerke đổi tên thành Công ty TNHH Bayerische Motoren Werke
- 1918 Chuyển thành công ty cổ phần
- 1922 BFW trở thành BMW
- 1923 Sản xuất chiếc xe máy đầu tiên
- 1928 Mua Fahrzeugfabrik Eisenach A.G.
- 1929 Sản xuất chiếc xe hơi đầu tiên BMW 3/15 PS tại Eisenach
- 1934 Tách ngành động cơ máy bay thành công ty TNHH BMW Flugmotorenbau
- 1944 Nhà máy ở München bị bom phá hủy nặng
- 1945 Được phép sửa chữa xe của quân đội Mỹ và sản xuất mô tô nhưng đồng thời nhà máy ở München và Allach bị tháo gỡ
- 1948 Xe máy đầu tiên sau chiến tranh
- 1959 Đại hội đồng cổ đông lịch sử ngăn cản không cho Daimler Benz mua công ty
- 1961 Giới thiệu chiếc xe BMW 1500 tại hội chợ IAA
- 1963 Karl-Heinz Sonne nhận chức Tổng giám đốc
- 1966 Giới thiệu chiếc BMW 1600-2, một năm sau đó là chiếc BMW 2002
- 1969 Phần sản xuất xe máy dời về Berlin
- 1970 Eberhard von Kuenheim nhận chức Tổng giám đốc, ông giữ chức vụ này cho đến năm 1993. Thành lập Quỹ Herbert Quandt

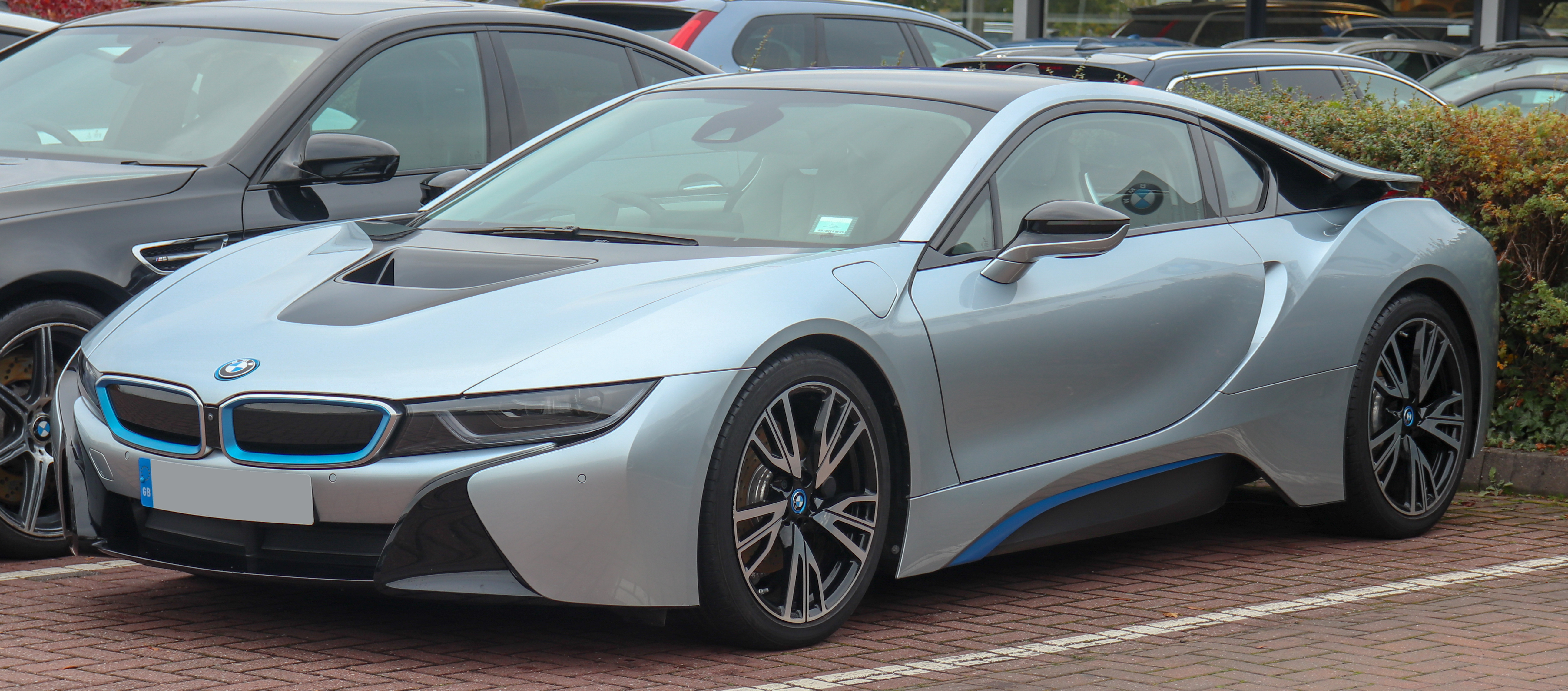
BMW i8 (2016)

- 1972 Xây trụ sở hành chánh mới ở München.
- 1972 Xây nhà máy ở Nam Phi
- 1973 Khánh thành nhà máy ở Landshut (Đức)
- 1979 Khánh thành nhà máy động cơ ở Steyr (Áo)
- 1984 Khánh thành nhà máy mô tô ở Berlin-Spandau (Đức)
- 1985 Bắt đầu xây dựng Trung tâm nghiên cứu và cải tiến
- 1985 Thành lập BMW Technik GmbH cho các phát triển mới
- 1987 Khánh thành nhà máy ở Regensburg (Đức)
- 1990 Chính thức khánh thành tâm nghiên cứu và cải tiến
- 1992 Khánh thành nhà máy Spartanburg (Nam Carolina) ở Mỹ

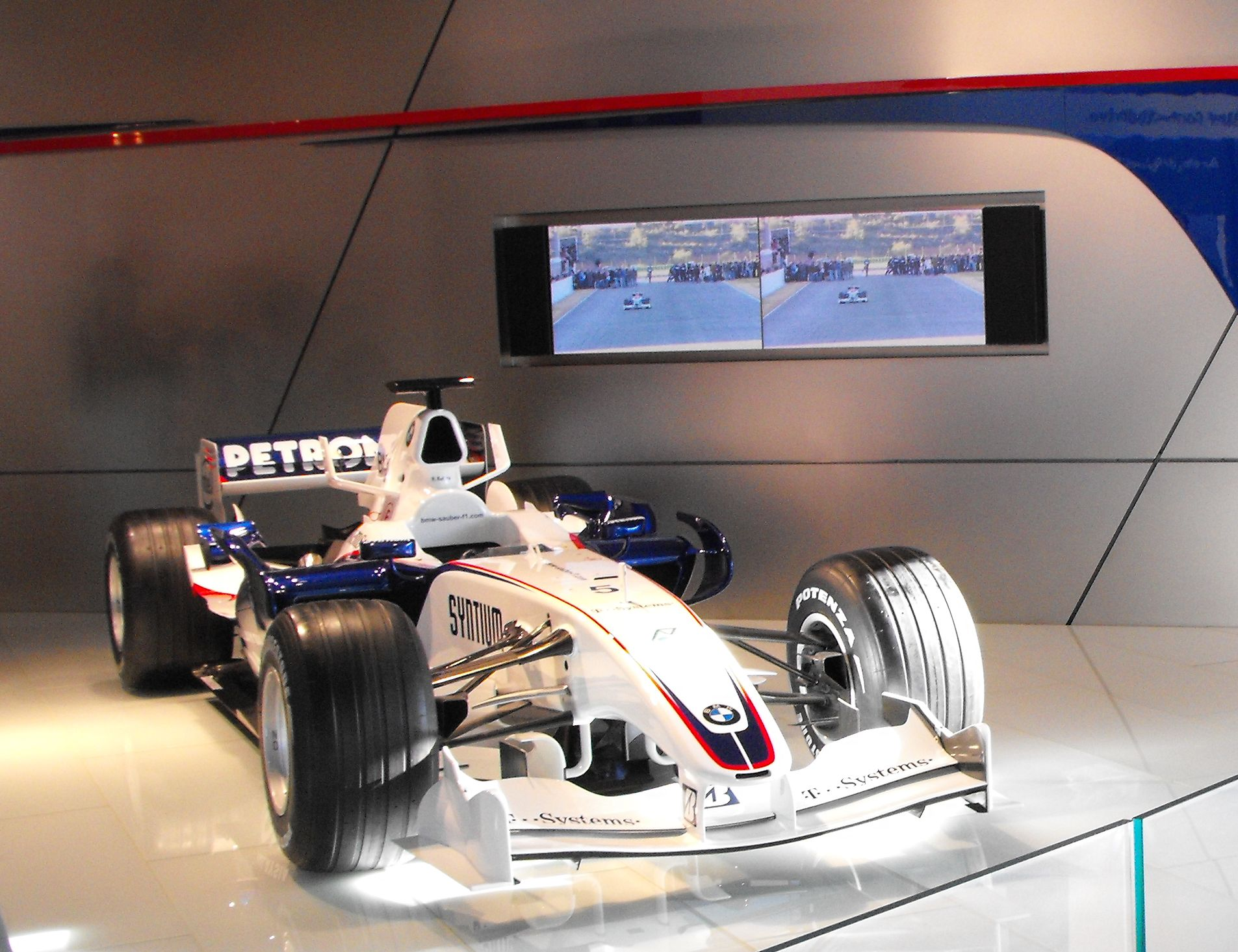
BMW Sauber F1 (2009), Đội đua Công thức 1 BMW

- 1993 Bernd Pischetsrieder trở thành Tổng giám đốc
- 1994 Mua Rover Group bao gồm cả nhãn hiệu Mini
- 1998 Sở hữu nhãn hiệu Rolls-Royce
- 1999 Joachim Milberg tiếp nhận chức Tổng giám đốc
- 2000 Thành lập Quỹ Eberhard v. Kuenheim
- 2000 Bán Rover
- 2001 Khánh thành nhà máy ở Hams Hall
- 2002 Helmut Panke trở thành Tổng giám đốc. Bắt đầu xây dựng nhà máy ở Leipzig (Đức)
- 2005 Chính thức khánh thành nhà máy BMW mới ở Leipzig

## Lịch sử sản xuất
- 1917 Động cơ máy bay ở độ cao IIIa, động cơ thẳng hàng 6 xy lanh, 19 lít, 185 mã lực, làm nguội bằng nước
- 1918 Động cơ máy bay ở độ cao IV, động cơ thẳng hàng 6 xy lanh, 22,9 lít, 250 mã lực, làm nguội bằng nước
- 1919 Động cơ cho xe tải M4 A1, động cơ thẳng hàng 4 xy lanh, 8.000 cm³, 60 mã lực
- 1920 Động cơ tàu thủy M4 A12, động cơ thẳng hàng 4 xy lanh, 8.000 cm³, 60 mã lực
- 1921 Động cơ cho xe khách, động cơ thẳng hàng 4 xy lanh, 8.000 cm³, 60 mã lực, hộp số hai tốc độ
- 1922 Động cơ nhỏ M2 B15, động cơ boxer 2 xy lanh, 500 cm³, 6,5 mã lực (Lần đầu tiên một động cơ boxer được sản xuất hàng loạt)
- 1923 Xe máy R 32 với động cơ boxer 2 xy lanh, 500 cm³, 8,5 mã lực
- 1924 Sản xuất hằng loạt động cơ máy bay 6 xy lanh IV, 22,9 lít với 310 mã lực
- 1925 Xe máy R 37 với động cơ boxer, 500 cm³, 16 mã lực
- 1925 Xe máy R 39 với động cơ 1 xy lanh, 250 cm³, 6,5 mã lực (động cơ 1 xylanh đầu tiên của BMW)
- 1926 Động cơ máy bay V, động cơ 6 xy lanh, 24,3 lít, 320 mã lực
- 1926 Động cơ máy bay Va, động cơ 6 xy lanh, 22,9 lít, 320 mã lực
- 1926 Động cơ máy bay VI, 12 xy lanh hình chữ V 60 độ, 46,9 lít, 550 mã lực (Động cơ máy bay làm nguội bằng nước được sản xuất nhiều nhất của BMW)
- 1926 Xe máy R 42, động cơ boxer 2 xy lanh, 500 cm³, 12 mã lực
- 1927 Động cơ máy bay VIIa, 12 xy lanh hình chữ V 60 độ, 46,9 lít, 600 mã lực
- 1927 Xe máy R47 với động cơ boxer 2 xy lanh, 500 cm³, 18 mã lực
- 1928 Động cơ máy bay VIII U, 6 xy lanh thẳng hàng, 22,9 lít, 530 mã lực
- 1928 Động cơ máy bay BMW-Hornet, động cơ tỏa tròn 9 xy lanh, 17,7 lít, 525 mã lực, làm nguội bằng không khí (chế tạo theo bản quyền)

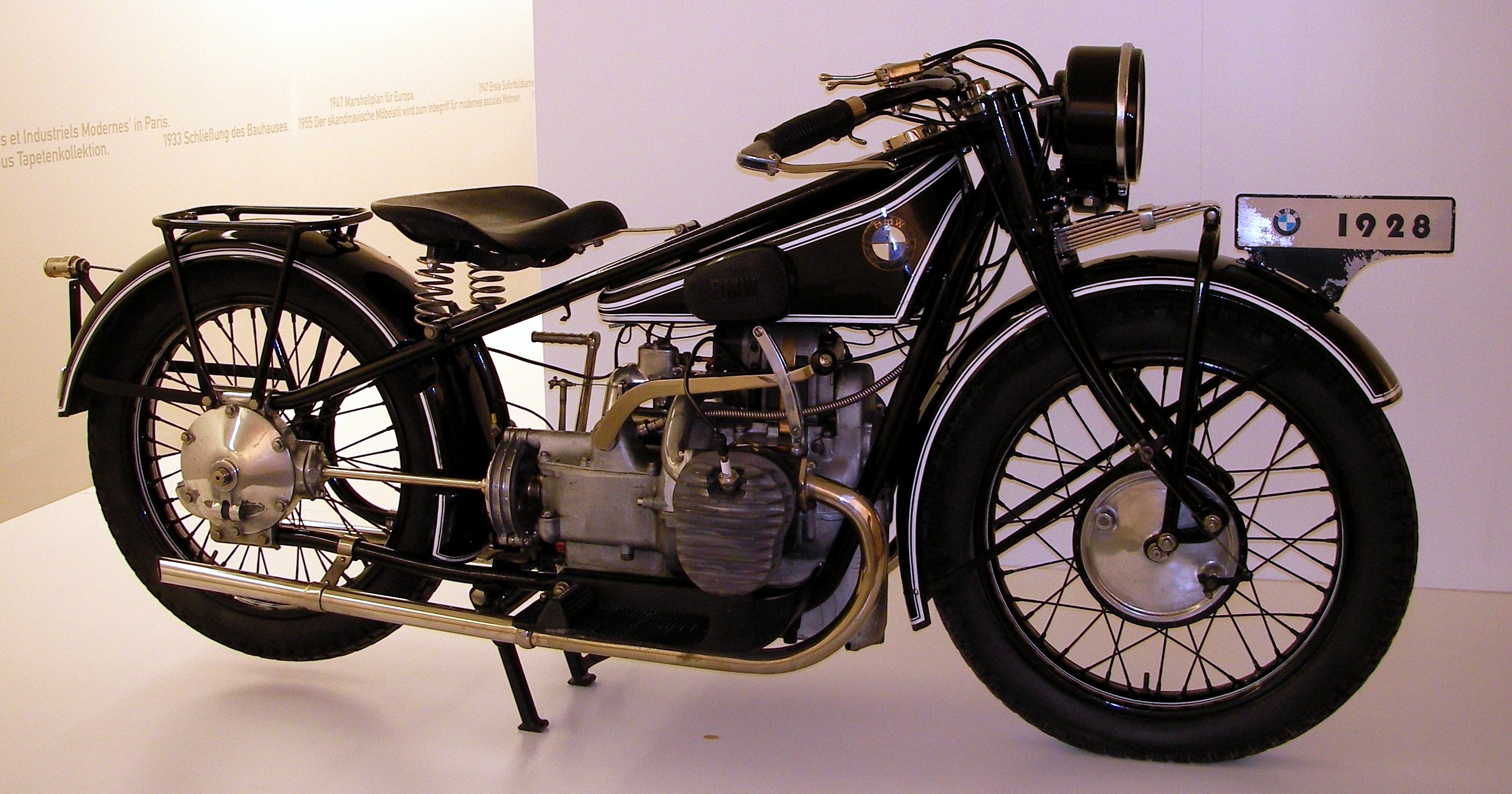
BMW R 52

- 1928 Xe máy R 52 động cơ boxer 2 xy lanh, 500 cm³, 12 mã lực
- 1928 Xe máy R 57 với động cơ boxer 2 xy lanh, 500 cm³, 18 mã lực
- 1928 Xe máy R 62 với động cơ boxer 2 xy lanh, 750 cm³, 18 mã lực (Mô tô 750 cm³ đầu tiên)
- 1929 Xe hơi đầu tiên của BMW với động cơ 4 xy lanh, 750 cm³, 15 mã lực (chế tạo theo bản quyền)
- 1929 Xe máy R63 với động cơ boxer 2 xy lanh, 750 cm³, 24 mã lực
- 1930 Động cơ máy bay X a, động cơ tỏa tròn 5 xy lanh, 2,9 lít, 68 mã lực, làm nguội bằng không khí
- 1930 Xe máy R 11 với động cơ boxer 2 xy lanh, 750 cm³, 20 mã lực
- 1930 Xe máy R 16 động cơ boxer 2 xy lanh, 750 cm³, 33 mã lực
- 1931 Động cơ máy bay VIII, động cơ thẳng hàng 6 xy lanh, 22,9 lít, 530 mã lực
- 1931 Động cơ máy bay IX, động cơ 12 xy lanh chữ V 60 độ, 46,9 lít, 800 mã lực
- 1931 Xe máy R 2 với động cơ 1 xy lanh, 200 cm³, 6 mã lực

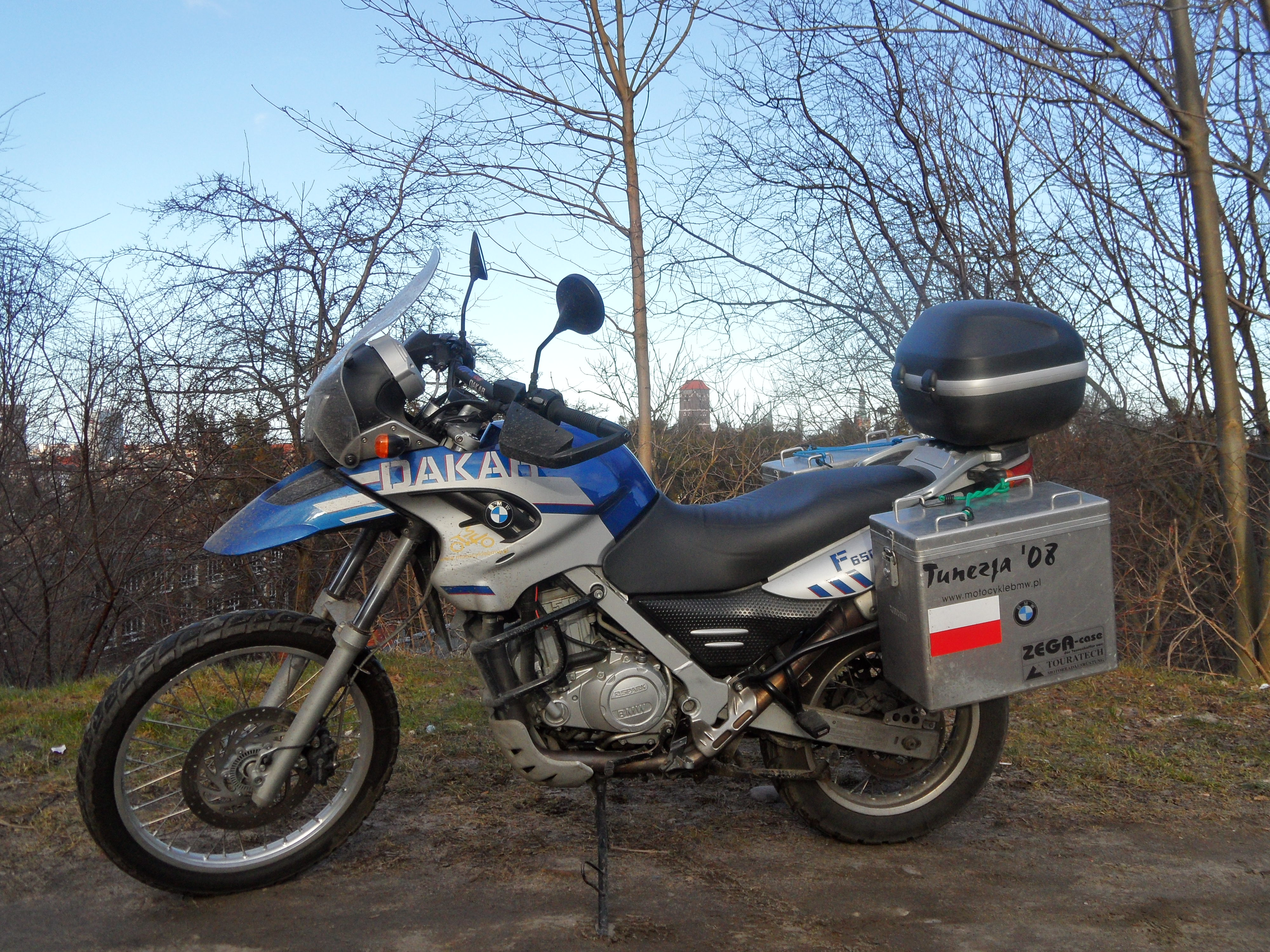
BMW F 650 GS Dakar (2004)

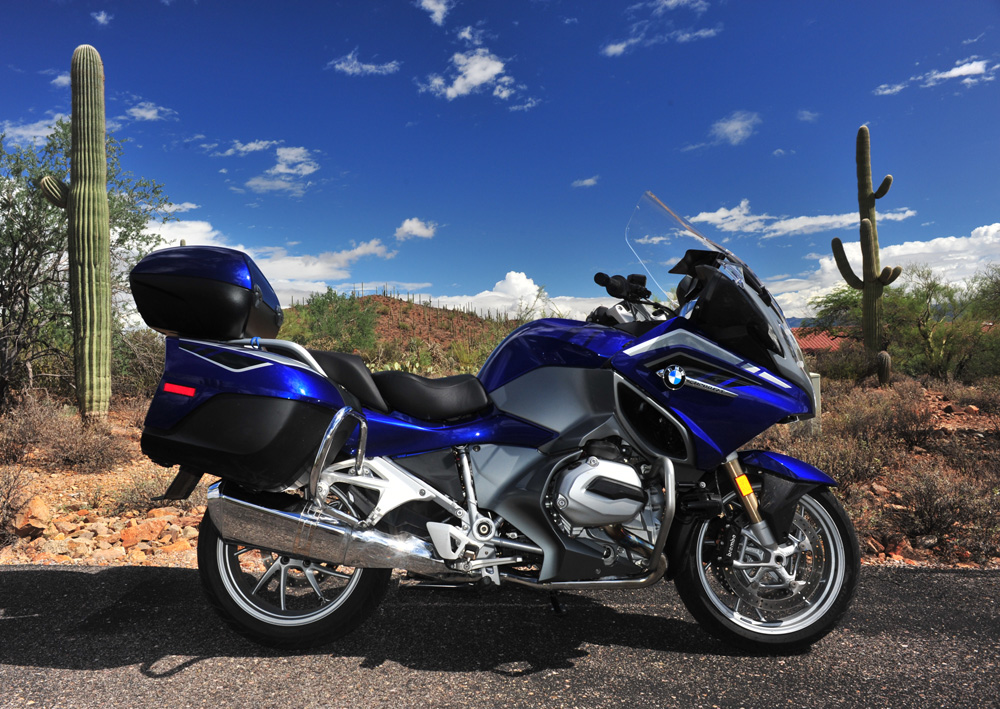
BMW R1200RT (2015)

- 1932 Xe hơi A M4 với động cơ thẳng hàng 4 xy lanh, 795 cm³, 20 mã lực (tự thiết kế đầu tiên)
- 1932 Xe máy R 4 với động cơ 1 xy lanh, 400 cm³, 14 mã lực
- 1933 Động cơ máy bay 132, Serie 1 và 2, động cơ tỏa tròn 9 xy lanh, 27,7 lít, 650 mã lực, làm nguội bằng không khí
- 1933 Xe máy vận tải 3 bánh với động cơ 1 xy lanh, 200 hay 400 cm³, 6 hay 14 mã lực, bộ truyền động dùng khớp các đăng
- 1933 Xe hơi 303 với động cơ thẳng hàng 6 xy lanh, 1.175 cm³, 30 mã lực (xe đầu tiên của BMW có 6 xy lanh)
- 1934 Động cơ máy bay 132 Dc, động cơ tỏa tròn 9 xy lanh, 27,7 lít, 850 mã lực
- 1934 Xe hơi 309 với động cơ thẳng hàng 4 xy lanh, 875 cm³, 22 mã lực
- 1934 Xe hơi 315 với động cơ thẳng hàng 6 xy lanh, 1.475 cm³, 34 mã lực
- 1935 Xe hơi 315/1 với động cơ thẳng hàng 6 xy lanh, 1.475 cm³, 40 mã lực
- 1935 Xe hơi 319 và 319/1 với động cơ thẳng hàng 6 xy lanh, 1.875 cm³, 45 hay 55 mã lực
- 1935 Xe hơi 320 với động cơ thẳng hàng 6 xy lanh, 1.975 cm³, 45 mã lực
- 1935 Xe hơi R 12 với động cơ boxer 2 xy lanh, 750 cm³, 20 mã lực
- 1935 Xe hơi R 17 với động cơ boxer 2 xy lanh, 750 cm³, 33 mã lực (bắt đầu có bộ giảm xóc bánh trước lồng vào nhau theo kiểu kính viễn vọng)
- 1936 Xe hơi 326 với động cơ thẳng hàng 6 xy lanh, 1.975 cm³, 50 mã lực

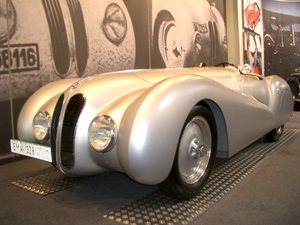
BMW 328 Mille Miglia

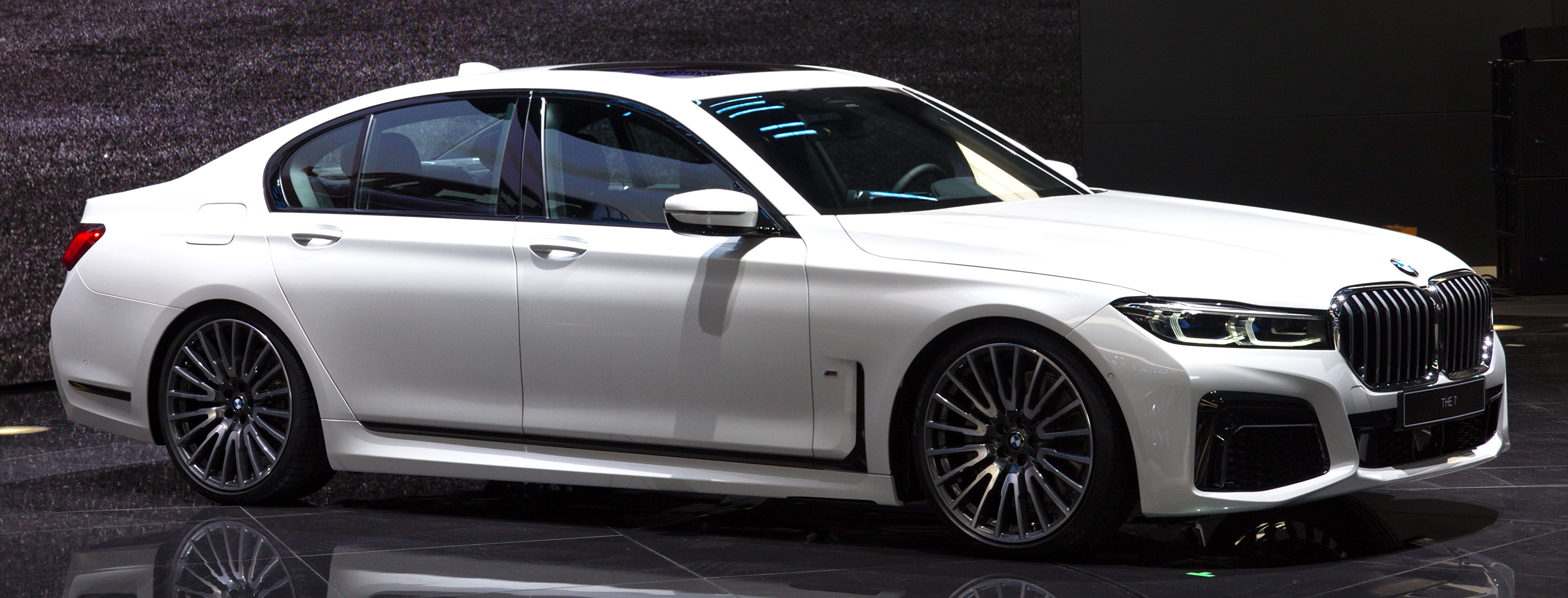
BMW 7 Series, G11 sedan

- 1936 Xe hơi 328/Sport với động cơ thẳng hàng 6 xy lanh, 1.975 cm³, 80 mã lực
- 1936 Xe hơi 329/Cabrio với động cơ thẳng hàng 6 xy lanh, 1.975 cm³, 45 mã lực
- 1936 Xe máy R 3 với động cơ 1 xy lanh, 300 cm³, 11 mã lực
- 1936 Xe máy R 20 với động cơ 1 xy lanh, 200 cm³, 8 mã lực
- 1936 Xe máy R 5 với động cơ boxer 2 xy lanh, 500 cm³, 24 mã lực
- 1936 Xe máy R 6 với động cơ boxer 2 xy lanh
- 1937 Xe hơi 327 Coupé và Cabriolet với động cơ thẳng hàng 6 xy lanh, 1.975 cm³, 55 mã lực
- 1940 Xe máy thùng R 75
- 1937 Xe hơi mọi địa hình 325 với động cơ thẳng hàng 6 xy lanh, 1.975 cm³, 50 mã lực, truyền động và lái 4 bánh
- 1937 Xe máy R 35 với động cơ 1 xy lanh, 350 cm³, 14 mã lực
- 1983 Kiểu mô tô K 100 với động cơ thẳng hàng 4 xy lanh được gắn theo chiều dọc, 1.000 cm³, 90 mã lực
- 1989 Bắt đầu sản xuất Roadster Z1

## Số liệu kinh doanh
Công ty cổ phần BMW có doanh thu năm 2003 là 41.525 triệu Euro với 104.342 nhân viên. 
Trong năm 2003 BMW đã cung cấp cho khách hàng được 928.151.xe hiệu BMW, 176.465 xe nhãn hiệu Mini, 300 xe Rolls-Royce và 92.962 xe máy.
Thành phần cổ đông:
- Gia đình Quandt: 46,6% trong đó
  - Johanna Quandt (quả phụ của ông Herbert Quandt): 16,7%
  - Susanne Klatten (con gái của Johanna và Herbert Quandt), thành viên của ban quản trị, 12,5%
  - Stefan Quandt (con trai của Johanna và Herbert Quandt), Phó trưởng ban quản trị, 17,4%
- Công ty Allianz 6,52%
- Các cổ đông khác 46,88% trong đó có đến 40% thuộc về các công ty đầu tư lớn.